# スズキ・SW-1
SW-1（えすだぶりゅー・わん）とは、スズキが販売していた普通自動二輪車（軽二輪）である。

## 概要
SW-1は1992年2月26日に発売された。ヴィンセント・ブラックプリンス(Vincent Black Prince 1954～1955)やアリエル・リーダー(Ariel Leader 1958～1965)、ヴェロセット・ヴォーグ(Velocette Vogue 1963)など1950～60年代の英国車に見られた古典的デザインを踏襲したものだが、クリーンな曲面を多用した造形は未来的なイメージもあり、1992年度のグッドデザイン賞を受賞した。
コンセプトデザインは坂井直樹によるものであり、車名の「SW」とは坂井が代表を務めるウォータースタジオとスズキの頭文字に由来する。1989年に開催された第28回東京モーターショーに出展された同名のコンセプトモデル「SW-1」をモデファイした市販車となる。
同コンセプトモデルでは、水冷V型2気筒エンジンを搭載し、リアサイドのトランクスペースはハーフタイプのヘルメットを収納できる容量を持ち、メーター一体型のヘッドライトケース、ホワイトリボンタイヤの採用など、外観のデザイン以外は市販車と大きく異なっている。また、シート前席の下部は工具入れとなっておりKTC製ミラーツールを収納していた点も特徴である。
搭載される4ストローク単気筒250ccエンジンは、DR250S（SJ41A型）をルーツとするものであり、同系列のエンジンは後にボルティー、グラストラッカー、ST250などにも採用された。シーソー型チェンジペダルやベルトドライブなどの採用により実用性の向上も図られている。
価格は688,000円という設定がなされたが、同時期にラインナップされたグース250やバンディット250などの499,000円と比較して非常に高価だった。250ccクラスの単気筒モデルとしては異例の価格設定であったため販売が振るわず、短期間で生産が終了した。しかし、スクーターと一般的なMT車の中間的で特殊なコンセプト、独創的なデザイン、希少性が評価され、コンディションの良い個体は中古車市場においてかなり高価な価格で取引されている。